# Semigrupo regular
Na matemática, mais especificamente em álgebra, um semigrupo regular é um semigrupo S em que todo elemento é regular, isto é, para cada elemento a, existe (pelo menos) um elemento x tal que axa = a. Os semigrupos regulares formam uma das classes mais estudadas de semigrupos e sua estrutura é particularmente favorável ao estudo por meio das relações de Green.

## Origens
Os semigrupos regulares foram introduzidos por J. A. Green em seu artigo influente de 1951 "On the structure of semigroups"; este também foi o artigo em que as relações de Green foram introduzidas. O conceito de regularidade em um semigrupo foi adaptado de uma condição análoga para anéis, que já havia sido considerada por J. von Neumann. Foi o estudo dos semigrupos regulares que levou Green a definir as célebres relações que hoje levam seu nome. De acordo com uma nota de rodapé em Green 1951, a sugestão de aplicar a regularidade aos semigrupos foi feita primeiramente por David Rees.

## O básico
Há duas formas equivalentes de definir um semigrupo regular S:
1. Para cada a em S, existe algum elemento x de S, que é chamado de um pseudo-inverso,[4] tal que axa = a;
2. Todo elemento a tem pelo menos um inverso b, no sentido de que aba = a e bab = b.

Para ver a equivalência destas definições, suponha primeiramente que S é definido da segunda maneira. Então b desempenha o papel do x que é exigido na primeira definição. Reciprocamente, se S é definido da primeira forma, então xax é um inverso para a, pois a(xax)a = axa(xa) = axa = a e (xax)a(xax) = x(axa)(xax) = x(axa)x = xax.
O conjunto de inversos (no sentido acima) de um elemento a em um semigrupo arbitrário S é denotado por V(a). Então, outra forma de expressar a segunda definição é dizer que em um semigrupo regular S, V(a) é não vazio para todo elemento a de S. O produto de um elemento a com qualquer bem V(a) é sempre um idempotente: abab = ab, uma vez que aba = a.
Um semigrupo regular em que os idempotentes comutam é um semigrupo inverso, isto é, todo elemento possui um único inverso. Para ver isso, seja S um semigrupo regular em que todos os idempotentes comutam. Então todo elemento de S tem pelo menos um inverso. Suponha que b e c sejam inversos de a em S, isto é,
aba = a, bab = b, aca = a e cac = c. Além disso ab, ba, ac e ca são idempotentes como acima.
Então
b = bab = b(aca)b = bac(a)b =bac(aca)b = bac(ac)(ab) = bac(ab)(ac) = ba(ca)bac = ca(ba)bac = c(aba)bac = cabac = cac = c.
Então, comutando os idempotentes ab e ac e também os idempotentes ba e ca, mostra-se que o inverso de a é único. Reciprocamente, pode-se demonstrar que qualquer semigrupo inverso é um semigrupo regular em que os idempotentes comutam.
A existência de um único pseudo inverso implica na existência de um único inverso, mas o contrário não é verdadeiro. Por exemplo, no semigrupo inverso simétrico, a transformação vazia não tem um único pseudo inverso, pois Ø = ØfØ para qualquer aplicação f. No entanto, o inverso de Ø é único, pois apenas uma f satisfaz a restrição adicional de que f = ØfØ, a saber f = Ø. Esta observação vale em geral em qualquer semigrupo com zero. Além disso, se qualquer elemento possui um único pseudoinverso, então o semigrupo é um grupo, e o único pseudo inverso de um elemento coincide com o inverso da definição de grupo
Teorema. Toda imagem homomórfica de um semigrupo regular é regular.

## Exemplos
- Todo grupo é regular.
- Todo semigrupo inverso é regular.
- Toda banda (semigrupo idempotente) é regular no sentido deste artigo, mas isso não é o mesmo que uma banda regular.
- O semigrupo bicíclico é regular.
- Qualquer semigrupo de transformações é regular.
- Um semigrupo de matrizes de Rees é regular.